# 1930年仰光騷亂
1930年仰光騷亂是英屬緬甸在1930年發生印度碼頭工人和緬甸勞工之間的一系列種族騷亂，由5月26日持續至6月24日。
第一次爆發於5月26日，地點靠近仰光碼頭。它蔓延到附近印度人口較多的地區，造成一百多人死亡，約一千人受傷。第二次是監獄騷亂，於6月24日在仰光中央監獄開始，那裡的獄卒主要是印度人，而囚犯絕大多數是緬甸人。
在1930年5月初經濟大蕭條時期，仰光的印度碼頭工人為提高工資而罷工，緬甸勞工被帶進來破壞罷工，但當港口變得擁擠時，資方與印度工人達成了一項提高工資的協議，隨後緬甸人被解僱。當他們重返工作崗位時，印度工人嘲笑即將離任的緬甸人，隨後發生暴力事件。一些緬甸暴徒向印度人攻擊，印度人則把自己閉鎖家中，直到後來調來克倫族軍人才可恢復秩序。據英國殖民政府消息來源稱，印度約有120人死亡，900多人受傷。然而，最近的分析估計有200多人死亡，2,000人受傷。所有遇難者和傷者中的大多數是印度人。
監獄裡的騷亂则是因印度獄卒對緬甸囚犯的槍擊而起，致使34名囚犯死亡，60人受傷。